# Slaves and Masters
| 평가 점수                        | 평가 점수 |
| 출처                             | 점수      |
| -------------------------------- | --------- |
| AllMusic                         | [ 1 ]     |
| Collector's Guide to Heavy Metal | 7/10      |
| Record Collector                 | [ 3 ]     |

《Slaves and Masters》는 영국의 하드 록 밴드 딥 퍼플의 열세 번째 스튜디오 음반으로 1990년 10월 5일에 발매되었다. 이언 길런의 해고 이후 전 해에 합류한 레인보우의 리드 보컬리스트 조 린 터너가 참여한 유일한 딥 퍼플의 음반이다. 터너를 고용하기 전에 밴드는 서바이버의 가수 지미 제이미슨을 고려했지만, 다른 의무로 인해 터너를 사용할 수 없게 되었다.
발매 후, 《Slaves and Masters》는 미국 빌보드 200 차트에서 87위로 정점을 찍었다. 이 음반은 미국 34위를 기록한 딥 퍼플의 이전 음반 《The House of Blue Light with Gillan》과 비교해 볼 때 기대 이하에서 극적으로 팔렸다. 1990년 영화 《메가톤》의 사운드 트랙을 위해 《Slaves and Masters》 녹음 세션에서 흘러나온 노래가 다시 편곡되었다. 존 로드는 마크 V 딥 퍼플 라인업의 네 명의 다른 멤버들에 의해 연주된 이 곡에서 연주되지 않았다.
딥 퍼플은 음반 판매는 감흥이 없었음에도 불구하고 1991년 《Slaves and Masters》를 지지하는 비교적 성공적인 순회 공연을 가졌다. 특히 이 밴드의 유럽식 다리를 위해서 말이다. 터너는 1992년 그들이 다음 음반을 쓰고 녹음하기 시작했을 때 여전히 그룹의 일원이었지만, 25주년 투어를 고대하던 매니저들의 강요에 의해, 딥 퍼플은 결국 길런을 1993년 스튜디오 음반 《The Battle Rages On...》의 라인업으로 되돌리기로 결정했다. 《Slaves and Masters》의 후속 솔로 발매에 대한 기대감으로 터너가 참여할 것이다.

## 홍보용 비디오
이 음반은 홍보용 뮤직비디오와 함께 TV로 〈King of Dreams〉과 〈Love Conquers All〉이라는 곡으로 홍보되었고, 둘 다 모두 그 밴드의 멤버를 출연시켰다. 〈King of Dreams〉의 영상은 산타 크루즈 비치 보드워크에서 촬영되었다.

## 곡 목록
| #  | 제목                       | 작사·작곡                                    | 재생 시간 |
| -- | -------------------------- | -------------------------------------------- | --------- |
| 1. | 〈King of Dreams〉         | 리치 블랙모어, 조 린 터너, 로저 글로버       | 5:26      |
| 2. | 〈The Cut Runs Deep〉      | 블랙모어, 터너, 글로버, 존 로드, 이언 페이스 | 5:42      |
| 3. | 〈Fire in the Basement〉   | 블랙모어, 터너, 글로버, 로드, 페이스         | 4:43      |
| 4. | 〈Truth Hurts〉            | 블랙모어, 터너, 글로버                       | 5:14      |
| 5. | 〈Breakfast in Bed〉       | 블랙모어, 터너, 글로버                       | 5:17      |
| 6. | 〈Love Conquers All〉      | 블랙모어, 터너, 글로버, 로드                 | 3:47      |
| 7. | 〈Fortuneteller〉          | 블랙모어, 터너, 글로버, 로드, 페이스         | 5:49      |
| 8. | 〈Too Much Is Not Enough〉 | 터너, 밥 헬드, 알 그린우드                   | 4:17      |
| 9. | 〈Wicked Ways〉            | 블랙모어, 터너, 글로버, 로드, 페이스         | 6:33      |

## 인증
| 국가                       | 인증 | 판매량/출하량 |
| -------------------------- | ---- | ------------- |
| 일본 (RIAJ)                | 골드 | 100,000^      |
| 스위스 (IFPI 스위스)       | 골드 | 25,000^       |
| ^출하량을 기반으로 한 인증 |      |               |